# Olivier Cohen
Pour les articles homonymes, voir Cohen.
Olivier Cohen, né le 4 septembre 1949, est un éditeur et écrivain français, fondateur de la maison d'édition Éditions de l'Olivier (en 1991).

## Biographie
Olivier Cohen est ancien élève de l'École normale supérieure de Saint-Cloud,.
Il a été directeur des éditions Payot (en 1989) et des éditions du Seuil (en 2004).
Il écrit également sous le pseudonyme d’Oscar Klinger.

### Prise de position
En 2007, il appelle à voter pour Ségolène Royal, dans un texte publié dans Le Nouvel Observateur, « contre une droite d’arrogance », pour « une gauche d’espérance ».

### Vie privée
Olivier Cohen a trois enfants dont le musicien Benjamin Diamond.

## Œuvres
- Je m'appelle Dracula, Le Livre de poche - Jeunesse, 1988  (ISBN 978-2-253-04124-5)
- La Fiancée de Dracula, Hachette, 1988  (Le Livre de poche - Jeunesse)  (ISBN 978-2-01-013843-0).